# La Menace des Kromoks
La Menace des Kromoks est le huitième album de la série Le Scrameustache de Gos. L'histoire est publiée pour la première fois du no 2137 au no 2157 du journal Spirou, puis en album en 1980.
L"album présente la première apparition des Kromoks et de leur chef Patarsort (« patte à ressort »). Ils viendront jouer les méchants dans des albums ultérieurs.

## Personnages
- Khéna
- Le Scrameustache
- Les Galaxiens
- Pilili
- Les Kromoks

## Résumé
En retournant vers leur planète, les Galaxiens interceptent un engin endommagé qui demandait de l'aide. Mais ses occupants, les Kromoks, avaient un autre plan...